# Xaçmaz
Xaçmaz – miasto w Azerbejdżanie w rejonie Xaçmaz.
Miasto jest popularnym ośrodkiem turystycznym, z racji swojego położenia nad Morzem Kaspijskim.

## Miasta partnerskie
- Jałta